# مايك مارتن (لاعب كرة قدم أمريكية)
مايك مارتن (بالإنجليزية: Mike Martin)‏ هو لاعب كرة قدم أمريكية أمريكي، ولد في 18 نوفمبر 1960 في واشنطن العاصمة في الولايات المتحدة.

## وصلات خارجية
- مايك مارتن على موقع مرجع كرة القدم المحترفة.كوم (الإنجليزية)